# Concistori di papa Clemente VII

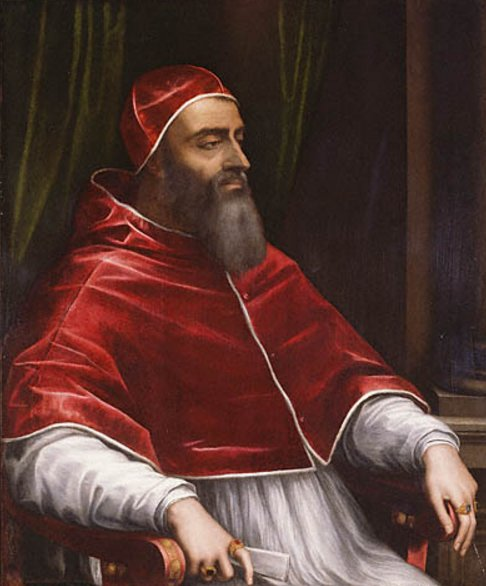
Clemente VII

Questa voce raccoglie l'elenco completo dei concistori per la creazione di nuovi cardinali presieduti da papa Clemente VII, con l'indicazione di tutti i cardinali creati (33 nuovi cardinali in 14 concistori).
I nomi sono posti in ordine di creazione.

## 3 maggio 1527 (I)
- Benedetto Accolti, arcivescovo di Ravenna; creato cardinale presbitero di Sant'Eusebio († 21 settembre 1549)
- Agostino Spinola, vescovo di Perugia; creato cardinale presbitero di San Ciriaco alle Terme († 18 ottobre 1537)
- Niccolò Gaddi, vescovo eletto di Fermo; creato cardinale diacono di San Teodoro († 16 gennaio 1552)
- Ercole Gonzaga, vescovo eletto di Mantova; creato cardinale diacono di Santa Maria Nuova († 3 marzo 1563)
- Marino Grimani, patriarca di Aquileia; creato cardinale presbitero di San Vitale († 28 settembre 1546)

## 21 novembre 1527 (II)
- Antonio Sanseverino, O.S.Io.Hier., patrizio napoletano; creato cardinale presbitero di Santa Susanna († tra 17 e 18 agosto 1543)
- Gianvincenzo Carafa, arcivescovo di Napoli; creato cardinale presbitero di Santa Pudenziana († 28 agosto 1541)
- Andrea Matteo Palmieri, arcivescovo di Acerenza e Matera; creato cardinale presbitero di San Clemente († 20 gennaio 1537)
- Antoine Duprat, arcivescovo di Sens; creato cardinale presbitero di Sant'Anastasia († 9 luglio 1535)
- Enrique de Cardona y Enríquez, arcivescovo di Monreale; creato cardinale presbitero di San Marcello († 7 febbraio 1530)
- Girolamo Grimaldi, chierico e patrizio genovese; creato cardinale diacono di San Giorgio in Velabro († 27 novembre 1543)
- Pirro Gonzaga, vescovo eletto di Modena; creato cardinale diacono di Sant'Agata in Suburra († 28 gennaio 1529)
- Sigismondo Pappacoda, vescovo di Tropea; creato cardinale presbitero di Santa Maria degli Angeli[1], declinò la dignità cardinalizia († 1536)

## 7 dicembre 1527 (III)
- Francisco de los Ángeles Quiñones, O.F.M., ministro generale del suo Ordine; creato cardinale presbitero di Santa Croce in Gerusalemme († 5 novembre 1540)

## 20 dicembre 1527 (IV)
- Francesco Corner, senior, patrizio veneziano; creato cardinale presbitero di San Pancrazio fuori le mura († 26 settembre 1543)

## Gennaio 1529 (V)
- Girolamo Doria, chierico e patrizio genovese; creato cardinale diacono di San Tommaso in Parione († 25 marzo 1558)

## 10 gennaio 1529 (VI)
- Ippolito de' Medici, cugino di Sua Santità, arcivescovo eletto di Avignone; creato cardinale presbitero di Santa Prassede († 10 agosto 1535)

## 13 agosto 1529 (VII)
- Mercurino Arborio di Gattinara, gran cancelliere dell'imperatore Carlo V; creato cardinale presbitero di San Giovanni a Porta Latina († 5 giugno 1530)

## 9 marzo 1530 (VIII)
- François de Tournon, Can.Reg.O.S.A., arcivescovo di Bourges; creato cardinale presbitero dei Santi Marcellino e Pietro († 22 aprile 1562)
- Bernardo Clesio, principe-vescovo di Trento; creato cardinale presbitero di Santo Stefano al Monte Celio († 30 luglio 1539)
- Louis de Gorrevod de Challand, vescovo di San Giovanni di Moriana; creato cardinale presbitero di San Cesareo in Palatio († 1535)
- Juan García de Loaysa y Mendoza, O.P., vescovo di Osma; creato cardinale presbitero di Santa Susanna († 22 aprile 1546)
- Íñigo López de Mendoza y Zúñiga, vescovo di Burgos; creato cardinale presbitero di San Nicola in Carcere (titolo conferito nel giugno 1531) († 9 giugno 1535)

## 8 giugno 1530 (IX)
- Gabriel de Gramont, vescovo di Tarbes, ambasciatore del re Francesco I di Francia; creato cardinale presbitero di San Giovanni a Porta Latina († 26 marzo 1534)

## 22 febbraio 1531 (X)
- Alfonso Manrique de Lara y Solís, arcivescovo di Siviglia, inquisitore generale di Spagna; creato cardinale presbitero di San Callisto († 28 settembre 1538)
- Juan Pardo de Tavera, arcivescovo di Santiago di Compostela, presidente del Consiglio Reale di Spagna; creato cardinale presbitero di San Giovanni a Porta Latina († 1º agosto 1545)

## 22 settembre 1531 (XI)
- Antonio Pucci, vescovo di Pistoia, penitenziere maggiore di Santa Romana Chiesa; creato cardinale presbitero dei Santi Quattro Coronati († 12 ottobre 1544)

## 21 febbraio 1533 (XII)
- Esteban Gabriel Merino, vescovo di Jaén e patriarca delle Indie Occidentali; creato cardinale presbitero di San Vitale († 28 luglio 1535)

## 3 marzo 1533 (XIII)
- Jean d'Orléans-Longueville, arcivescovo di Tolosa e vescovo di Orléans; creato cardinale presbitero dei Santi Silvestro e Martino ai Monti († 24 settembre 1533)

## 7 novembre 1533 (XIV)
- Jean Le Veneur, vescovo di Lisieux, grande elemosiniere di Francia; creato cardinale presbitero di San Bartolomeo all'Isola († 7 agosto 1543)
- Claude de Longwy de Givry, vescovo di Langres; creato cardinale presbitero di Sant'Agnese in Agone († 9 agosto 1561)
- Odet de Coligny de Châtillon, nobile francese; creato cardinale diacono dei Santi Sergio e Bacco († 13 aprile 1571)
- Philippe de la Chambre, O.S.B., abate di Saint-Pierre-de-Corbie; creato cardinale presbitero dei Santi Silvestro e Martino ai Monti († 21 febbraio 1550)

## Fonti
- (EN) Current and historical information about the Bishops and Dioceses of the Catholic Hierarchy around the world, su catholic-hierarchy.org.
- (EN) Salvador Miranda, Clement VII, su fiu.edu – The Cardinals of the Holy Roman Church, Florida International University. URL consultato il 30 luglio 2015.